# 8665 Daun-Eifel
8665 Daun-Eifel eller 1991 GA9 är en asteroid i huvudbältet som upptäcktes den 8 april 1991 av den belgiske astronomen Eric W. Elst vid La Silla-observatoriet. Den är uppkallad efter den tyska staden Daun.